# إبراهيم الدباشي
إبراهيم عمر الدباشي دبلوماسي ليبي محترف، لا ينتمي إلى أي تنظيم سياسي، ولد في 25 فبراير 1950 بمدينة صبراتة.
التحق بوزارة الخارجية في يناير 1975، ترأس مجلس الأمن الدولي في مارس 2009. وعمل كسفير ومندوب ليبيا لدى الامم المتحدة بنيويورك.
انضم إلى ثورة 17 فبراير 2011 في ليبيا ضد القذافي بعد خمسة أيام من انطلاقها، وقبل أن تكون لها أيّة قيادة، ووصف القذافي بالطاغية، وطالب برحيله، وحرض الشعب الليبي على إسقاطه.
أول من حَدّد مطالب ثورة 17 فبراير في البيان الذي ألقاه أمام وسائل الإعلام يوم 21 فبراير، وهي رحيل معمر القذافي ونظامه، وإحالة المسئولين عن الجرائم إلى المحكمة الجنائية الدولية، وتدخل المجتمع الدولي لحماية المدنيين، وضمان وصول الأدوية والمساعدات الإنسانية إلى المدنيين، ومنع تهريب الأموال من ليبيا،
وفرض حظر جوي لمنع وصول الأسلحة والمرتزقة إلى الطاغية، وهي ما تضمنتها قرارات مجلس الأمن فيما بعد.
سجل سابقة تاريخية بطلبه عقد مجلس الأمن الدولي لاتخاذ إجراءات ضد حكومة بلاده لحماية المدنيين، وساهم مع أعضاء مجلس الأمن في صياغة القرارات الصادرة عن المجلس.
كانت تصريحاته لوسائل الإعلام رافداً رئيسيا لثورة الشعب الليبي في 17 فبراير 2011، وساهمت في رفع الروح المعنوية للثوار المقاتلين ضد كتائب القذافي الأمنية في الجبهات المختلفة.
بانضمامه المبكر لثورة 17 فبراير كان قدوة للكثير من الدبلوماسيين الليبيين، وحوّل بعثة ليبيا لدى الامم المتحدة في نيويورك إلى نافذة للثورة على العالم، ونقطة اتصال بين سلطات الثورة والمسؤولين في الدول الأخرى.
كما كانت نقطة اتصال بين السفارات الليبية المؤيدة للثورة، واتخذت عدة إجراءات للحفاظ على أملاك السفارات ومحتوياتها.
ساهم في وصول المعدات العسكرية والأموال للثوار، وذلل الكثير من الصعوبات التي واجهتها الثورة على الأراضي التونسية، من خلال الاتصالات المباشرة وغير المباشرة مع السلطات التونسية.
لم ينتمِ لحركة اللجان الثورية، أداة حكم القذافي، ولم يشغل أي منصب بقرار رسمي من نظام القذافي.

## المؤهلات
• ليسانس لغة فرنسية وآدابها من جامعة طرابلس – ليبيا 1974
• دبلوم في قانون اللاجئين من المعهد الدولي للقانون الإنساني، سان ريمو – إيطاليا مايو 2005

## اللغات
• العربية.
• الفرنسية.
• الإنجليزية.

## الوظائف التي شغلها
• المندوب الدائم لليبيا لدى الأمم المتحدة في نيويورك 23 يوليو 2013 – الآن
• القائم بالأعمال بالإنابة لليبيا لدى الامم المتحدة في نيويورك يناير 2013 – يوليو 2013
• سفير ونائب المندوب الدائم لليبيا، لدى الأمم المتحدة، نيويورك سبتمبر 2009 – يناير 2013
• نائب المندوب الدائم في مجلس الأمن، التابع للأمم المتحدة، نيويورك 2009/12/31 – 2008/1/1
• رئيس مجلس الأمن، التابع للأمم المتحدة، نيويورك مارس 2009
• سفير في بعثة ليبيا، لدى الأمم المتحدة، نيويورك سبتمبر 2007 – الآن
• نائب مدير ثم مدير مكلف لإدارة المنظمات الدولية يناير 2004 – سبتمبر 2007
• رئيس قسم بإدارة المنظمات الدولية مكلف 1 يوليو 2002 – يناير 2004
• بالشؤون السياسية ونزع السلاح والأمن الدولي
• وزير مفوض بالسفارة الليبية، ألمانيا يوليو 1998 – يوليو 2002
• مدير مكلف لإدارة المنظمات الدولية سبتمبر 1997 – يناير 1998
• رئيس قسم بإدارة المنظمات الدولية نوفمبر 1996 – يوليو 1998
• مستشار سياسي بأمانة مؤتمر الشعب العام يونيو 1995 – أكتوبر 1996
• رئيس قسم شرق أوروبا بوزارة الخارجية أكتوبر 1992 – أبريل 1995
• مستشار بالسفارة الليبية في بلغراد، صربيا 1988 – 1992
• رئيس قسم عدم الانحياز بوزارة الخارجية يوليو 1985 – يونيو 1988
• مقرر اللجنة الرابعة، الدورة العادية السادسة والثلاثين للجمعية العامة للأمم المتحدة 1981
• أمين ثان ثم أمين أول ببعثة ليبيا لدى الأمم المتحدة، نيويورك نوفمبر 1980 – أبريل 1985
• مساعد رئيس قسم منظمة الوحدة الأفريقية مارس / أكتوبر 1980
• رئيس قسم وسط أفريقيا بوزارة الخارجية فبراير 1978 – مارس 1980
• أمين ثالث بالسفارة الليبية في تشاد أغسطس 1975 – يناير 1978
• مساعد رئيس القسم السياسي بادارة الشؤون الأفريقية بوزارة الخارجية أبريل / أغسطس 1975
• التحق بوزارة الخارجية يناير 1975

## المؤتمرات التي شارك فيها
• مؤتمرات الأمم المتحدة والاجتماعات المرتبطة بها:
• مؤتمر الأمم المتحدة النهائي حول معاهدة تجارة الأسلحة، نيويورك من 18 – 28 مارس 2013.
• مؤتمر الأمم المتحدة لمراجعة التقدم المحرز في تنفيذ برنامج العمل الخاص بمكافحة والقضاء على التجارة غير المشروعة في الأسلحة الصغيرة والخفيفة، نيويورك من 27 أغسطس – 7 سبتمبر 2012
• مؤتمر الأمم المتحدة حول معاهدة تجارة الأسلحة، نيويورك من 2 – 27 يوليو 2012.
• المؤتمر الاستعراضي لمعاهدة عدم الانتشار النووي، نيويورك، 2010.
• الدورات العادية 59، 60، 61، 62، 63، 64، 65، 66,67 للجمعية العامة للأمم المتحدة، نيويورك، من 2004 إلى 2013.
• الدورة الخامسة لمجلس حقوق الإنسان، جنيف – سويسرا، يونيو 2007.
• ندوة حول برنامج العمل المتعلق بالتجارة غير المشروعة في الأسلحة الصغيرة والأسلحة الخفيفة، تونس، يونيو 2004.
• الندوة الإقليمية حول القضايا العسكرية والإنسانية المتعلقة بمعاهدة أوتوا حول حظر استعمال وتخزين وإنتاج ونقل الألغام المضادة للأفراد، عمان – الأردن، 2004.
• الدورتان الخامسة والسادسة لفريق الخبراء للدول الأطراف في اتفاقية حظر أو تقييد استعمال أسلحة تقليدية معينة يمكن اعتبارها مفرطة الضرر أو عشوائية الأثر، جنيف – سويسرا، 2003.
• الاجتماع الدوري الأول حول القانون الإنساني الدولي، جنيف – سويسرا، يناير 1998.
• الجزء الثاني من الدورة السادسة المستأنفة لمؤتمر الأطراف في اتفاقية الأمم المتحدة الخاصة بتغير المناخ، بون – ألمانيا، 2001.
• الدورة الرابعة لمؤتمر الأطراف في اتفاقية الأمم المتحدة لمكافحة التصحر، بون – ألمانيا، ديسمبر 2000.
• الدورة الخامسة لمؤتمر الأطراف في اتفاقية الأمم المتحدة الخاصة بتغير المناخ، بون – ألمانيا، 1999.
• جميع الدورات الاستثنائية والاستثنائية الطارئة للجمعية العامة التي عقدت في الفترة من ديسمبر 1980 إلى أبريل 1985.
• الدورات العادية 34 و 35 و 36 و 37 و 38 و 39 للجمعية العامة للأمم المتحدة، نيويورك، من 1979 إلى 1984.
• الدورة الاستثنائية التاسعة للجمعية العامة حول مسألة ناميبيا، نيويورك، من 25 أبريل إلى 3 مايو 1978.
اجتماعات منظمة الوحدة الأفريقية / الاتحاد الأفريقي:
• مؤتمرا القمة الأفريقيان السادس عشر والسابع عشر في الخرطوم – السودان، 1978، وفي منروفيا – ليبيريا، 1979 على التوالي.
• الدورات 30 و 31 و 32 و 33 لمجلس وزراء منظمة الوحدة الأفريقية المعقودة على التوالي في الخرطوم – السودان، 1978، ونيروبي – كينيا، 1979، ومنروفيا – ليبيريا، 1979، وأديس أبابا – أثيوبيا، 1980.
مؤتمرات حركة البلدان غير المنحازة:
• مؤتمر القمة السادس عشر لحركة عدم الانحياز في طهران – إيران، أغسطس 2012
• مؤتمر القمة الرابع عشر لحركة عدم الانحياز، هافانا – كوبا، سبتمبر 2006.
• مؤتمر القمة الآسيوي الأفريقي، جاكرتا – إندونيسيا، أبريل 2005.
• مؤتمر الوزاري الخامس عشر لحركة عدم الانحياز، دوربان – جنوب أفريقيا، 2004.
• المؤتمر الوزاري الثالث عشر لحركة عدم الانحياز، كوالالمبور – ماليزيا، 2003.
• المؤتمر الوزاري الثاني عشر لحركة عدم الانحياز، نيودلهي – الهند، 1997.
• المؤتمر الوزاري الحادي عشر لحركة عدم الانحياز، القاهرة – مصر، 1994.
• مؤتمر القمة التاسع لحركة عدم الانحياز، بلغراد – يوغوسلافيا، 1989.
• الاجتماع الوزاري لمكتب التنسيق لحركة عدم الانحياز، هراري – زيمبابوي، 1989.
• اجتماع اللجنة الوزارية لحركة عدم الانحياز حول دور وأسلوب عمل حركة عدم الانحياز، نيقوسيا – قبرص، 1989.
• المؤتمر الوزاري لحركة عدم الانحياز، نيقوسيا – قبرص، 1988.
• المؤتمر الوزاري الاستثنائي الثاني لحركة عدم الانحياز حول التعاون جنوب – جنوب، بيونغ يانغ – كوريا الديمقراطية 1987.
• المؤتمر الوزاري الثاني للبلدان المتوسطية غير المنحازة، بريوني – يوغوسلافيا، 1987.
• مؤتمر القمة الثامن لحركة عدم الانحياز، هراري – زيمبابوي، 1986.
• الاجتماع الوزاري لمكتب التنسيق، نيودلهي – الهند، 1986.
• المؤتمر الوزاري لحركة عدم الانحياز، لواندا – أنغولا، 1985.
• الاجتماع الوزاري لمكتب التنسيق، هافانا – كوبا، 1982.
اجتماعات جامعة الدول العربية:
• مؤتمر القمة العربي العادي السابع عشر، الجزائر، مارس 2005.
اجتماعات الاتحادات البرلمانية:
• المؤتمر الرابع لاتحاد مجالس الدول الأعضاء في منظمة المؤتمر الإسلامي، داكار – السنغال، 2004.
• الحوار البرلماني العربي الأفريقي، كوتونو – بنين، 1998.
• المؤتمر الاستثنائي للاتحاد البرلماني العربي حول الإرهاب، الأقصر – مصر، 1998.
• الدورة 33 لاتحاد البرلمانات الأفريقية، طرابلس – ليبيا، 1996.
• المؤتمر السابع للاتحاد البرلماني العربي، دمشق – سوريا، 1996.
• المؤتمر السادس للاتحاد البرلماني العربي، الرباط – المغرب، 1995.
• اجتماع الاتحاد البرلماني الدولي حول الأمن والتعاون في البحر المتوسط، الإسكندرية – مصر، 1995.
• المؤتمر الثاني للاتحاد البرلماني الدولي حول الأمن والتعاون في البحر المتوسط، فاليا – مالطا، 1995.
• المؤتمر 102 للاتحاد البرلماني الدولي، برلين – ألمانيا، 1999.
• المؤتمر 98 للاتحاد البرلماني الدولي، القاهرة – مصر، 1997.
• المؤتمر 96 للاتحاد البرلماني الدولي، بكين – الصين، 1996.
• المؤتمر 94 للاتحاد البرلماني الدولي، بوخارست – رومانيا، 1995.
• المؤتمر 93 للاتحاد البرلماني الدولي، مدريد – إسبانيا، 1995.
• المؤتمر 92 للاتحاد البرلماني الدولي، كوبنهاغن – الدانمارك، 1994.
• شارك كعضو في الوفود الليبية إلى عدد من الدول.